# Shuto Machino
Shuto Machino (escritura japonesa: (町野修斗 (Machino Shuto); Mie, 30 de septiembre de 1999) es un futbolista japonés que juega como delantero en el Borussia Mönchengladbach de la 1. Bundesliga de Alemania.

## Estadísticas
Actualizado al 10 de noviembre de 2022.
| Giravanz Kitakyushu Japón | 3.ª           | 2019          | 30  | 8  | -  | - | - | - | 30  | 8  | 0,27 |
| Giravanz Kitakyushu Japón | 2.ª           | 2020          | 32  | 7  | -  | - | - | - | 32  | 7  | 0,22 |
| Giravanz Kitakyushu Japón | Total club    | Total club    | 62  | 15 | 0  | 0 | 0 | 0 | 62  | 15 | 0,24 |
| Shonan Bellmare Japón | 1.ª           | 2021          | 31  | 4  | 4  | 0 | - | - | 35  | 4  | 0,11 |
| Shonan Bellmare Japón | 1.ª           | 2022          | 30  | 13 | 9  | 2 | - | - | 39  | 15 | 0,38 |
| Shonan Bellmare Japón | Total club    | Total club    | 61  | 17 | 13 | 2 | 0 | 0 | 74  | 19 | 0,26 |
| Total carrera | Total carrera | Total carrera | 123 | 32 | 13 | 2 | 0 | 0 | 136 | 34 | 0,25 |
| (1) Incluye datos de Copa del Emperador y Copa J. League. (2) Incluye datos de Liga de Campeones de la AFC. (3) No incluye goles en partidos amistosos. |               |               |     |    |    |   |   |   |     |    |      |

## Palmarés

### Títulos internacionales
| Título                                | Club (*)           | País  | Año  |
| ------------------------------------- | ------------------ | ----- | ---- |
| Campeonato de Fútbol de Asia Oriental | Selección de Japón | Japón | 2022 |

(*) Incluyendo la selección.